# Casa romana
(Vitruvio, De architectura, II, 8, 17)
La casa romana, dovendo tener conto nella sua struttura architettonica del poco spazio a disposizione per la sua edificazione, contrariamente a quello che si pensa, era molto simile a quella dei nostri giorni.

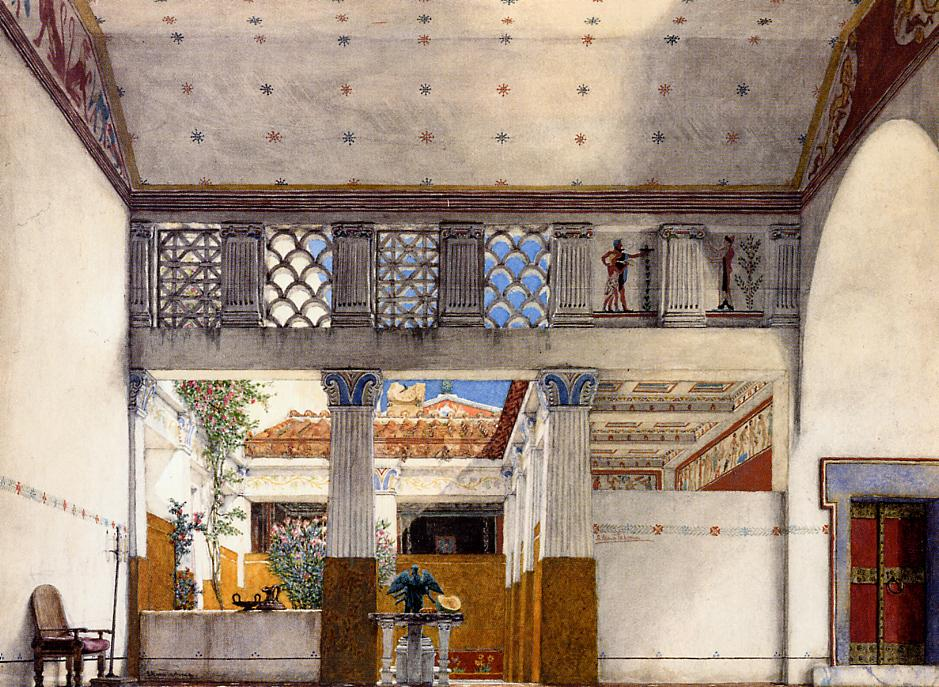
Ricostruzione ipotetica dell'interno di una domus romana.

## L'aumento della popolazione e lo spazio edificabile
Nell'ipotesi che la Roma imperiale si estendesse per una superficie di circa 2.000 ettari, questa era largamente insufficiente per le abitazioni di una popolazione calcolata di quasi 1.200.000 abitanti. Esistevano una serie di edifici pubblici, santuari, basiliche, magazzini il cui uso abitativo era riservato a un esiguo numero di persone: custodi, magazzinieri, scribi ecc. Bisogna tener conto poi, nel restringimento dello spazio da utilizzare per le abitazioni, di quello occupato dal corso del Tevere, dai parchi e giardini che situati sulle pendici dell'Esquilino e del Pincio, dal quartiere Palatino, riservato esclusivamente all'imperatore e infine dal largo terreno del Campo Marzio i cui templi, palestre, tombe, portici occupavano 200 ettari dai quali però le abitazioni erano escluse per il rispetto dovuto agli dei.
Se si tiene conto dell'insufficiente sviluppo tecnico dei trasporti si può sostenere che i Romani fossero condannati ad abitare in limiti territoriali angusti, quali erano quelli fissati da Augusto e dai suoi successori. I Romani incapaci di adeguare il territorio abitativo all'aumento della popolazione, a meno di non frantumare l'unità della vita dell'Urbe, dovettero cercare come rimedio all'esiguità del territorio e alla strettezza delle strade cittadine lo sviluppo in altezza delle loro case.
Solo dopo gli studi pubblicati ai primi del Novecento sugli scavi archeologici di Ostia e sui resti trovati sotto la scala dell'Ara Coeli, su quelli vicini al Palatino in via dei Cerchi, hanno consentito di avere la reale concezione della struttura della casa romana fino ad allora confusa con le case trovate negli scavi di Pompei ed Ercolano dove prevaleva la classica domus dei ricchi che era molto diversa dalle insulae che costituivano la maggioranza in Roma: tra queste ultime e le domus c'è la stessa differenza che oggi potremmo vedere tra un palazzo e un villino in una località di villeggiatura.

Pianta e assonometria di una tipica domus romana.
1. fauces (ingresso)
2. tabernae (botteghe artigiane)
3. atrium (atrio)
4. impluvium (cisterna per l'acqua)
5. tablinum (studio)
6. hortus (orto/giardino)
7. oecus tricliniare (sala da pranzo)
8. alae (ambienti laterali)
9. cubiculum (camera)

## L'insula
La casa romana poteva essere di due tipi: la domus e l'insula. La struttura architettonica della domus, un'abitazione signorile privata urbana che si distingueva dalla villa suburbana, che invece era un'abitazione privata situata al di fuori delle mura della città, e dalla villa rustica, situata in campagna e dotata di ambienti appositi per i lavori agricoli,  prevede che sia costituita da mura senza alcuna finestra verso l'esterno e totalmente aperta invece verso l'interno; al contrario le case popolari hanno aperture verso l'esterno e quando l'insula è costituita da una serie di edifici disposti a quadrilatero, si rivolge verso un cortile centrale: inoltre ha porte, finestre e scale sia verso l'esterno sia verso l'interno.
La domus si compone di ambienti standard, prestabiliti con stanze che si susseguono in un ordine fisso: fauces, atrium, alae, triclinium, tablinum, peristilio.
L'insula è costituita invece dai cenacula, quelli che oggi chiameremo appartamenti, composti da ambienti che non hanno una funzione d'uso prestabilita e che sono posti sullo stesso piano lungo una verticale secondo una sovrapposizione rigorosa.
La domus che riprende i canoni della architettura ellenistica si dispone in senso orizzontale mentre l'insula, apparsa verso il IV secolo a.C. si sviluppa in verticale per rispondere alle esigenze di una popolazione sempre più numerosa raggiungendo un'altezza che meravigliò gli antichi e noi moderni soprattutto per la sua somiglianza con le nostre abitazioni urbane.
Ma già dal III secolo a.C. ci si era abituati a vedere insulae di tre piani (tabulata, contabulationes, contignationes) tanto che Tito Livio, narrando dei prodigi che nell'inverno del 218-17 a.C. avevano preceduto l'offensiva di Annibale, racconta di un toro sfuggito al suo padrone nel Forum Boarium che, infilando un portone, era salito sino al terzo piano e si era lanciato nel vuoto terrorizzando i passanti.
L'altezza di queste insulae era già superata in età repubblicana e Cicerone scrive che Roma con le sue case appare come sospesa nell'aria («Romam cenaculis sublatam atque suspensam»).

## L'insulanell'età dell'Impero
Come scrive Vitruvio «la maestà dell'Urbe, l'accrescimento considerevole della sua popolazione portarono di necessità un'estensione straordinaria delle sue abitazioni, e la situazione stessa spinse a cercare un rimedio nell'altezza degli edifici».
Lo stesso Augusto spaventato per l'incolumità dei cittadini e dai crolli ripetuti di tali case emanò un regolamento che vietava ai privati di innalzare costruzioni che superassero i 70 piedi (poco più di 20 metri). L'avidità dei costruttori approfittò dei limiti imposti dalla regolamentazione augustea per sfruttare al massimo lo spazio costruendo in altezza anche là dove non era necessario come osservava meravigliato Strabone che al grande porto di Tiro nel Libano  le case erano quasi più alte di quelle dell'Urbe. Così Giovenale irride a questa smania di altezza di case che si reggono su pali sottili e lunghi come flauti e il retore del II secolo, Publio Elio Aristide osserva che se si disponessero in orizzontale le case romane si arriverebbe sino alle rive del Mare Adriatico.

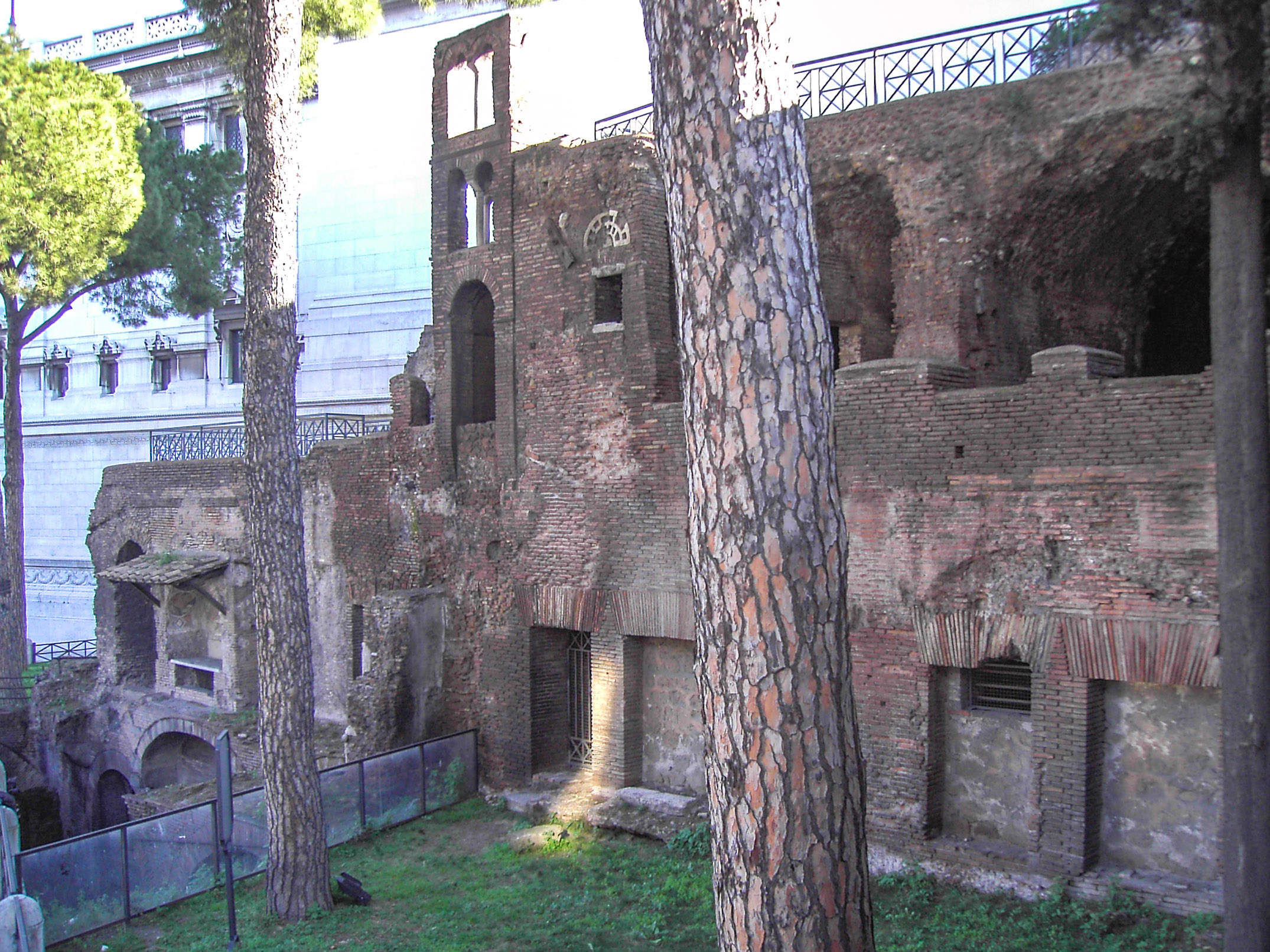
Veduta esterna
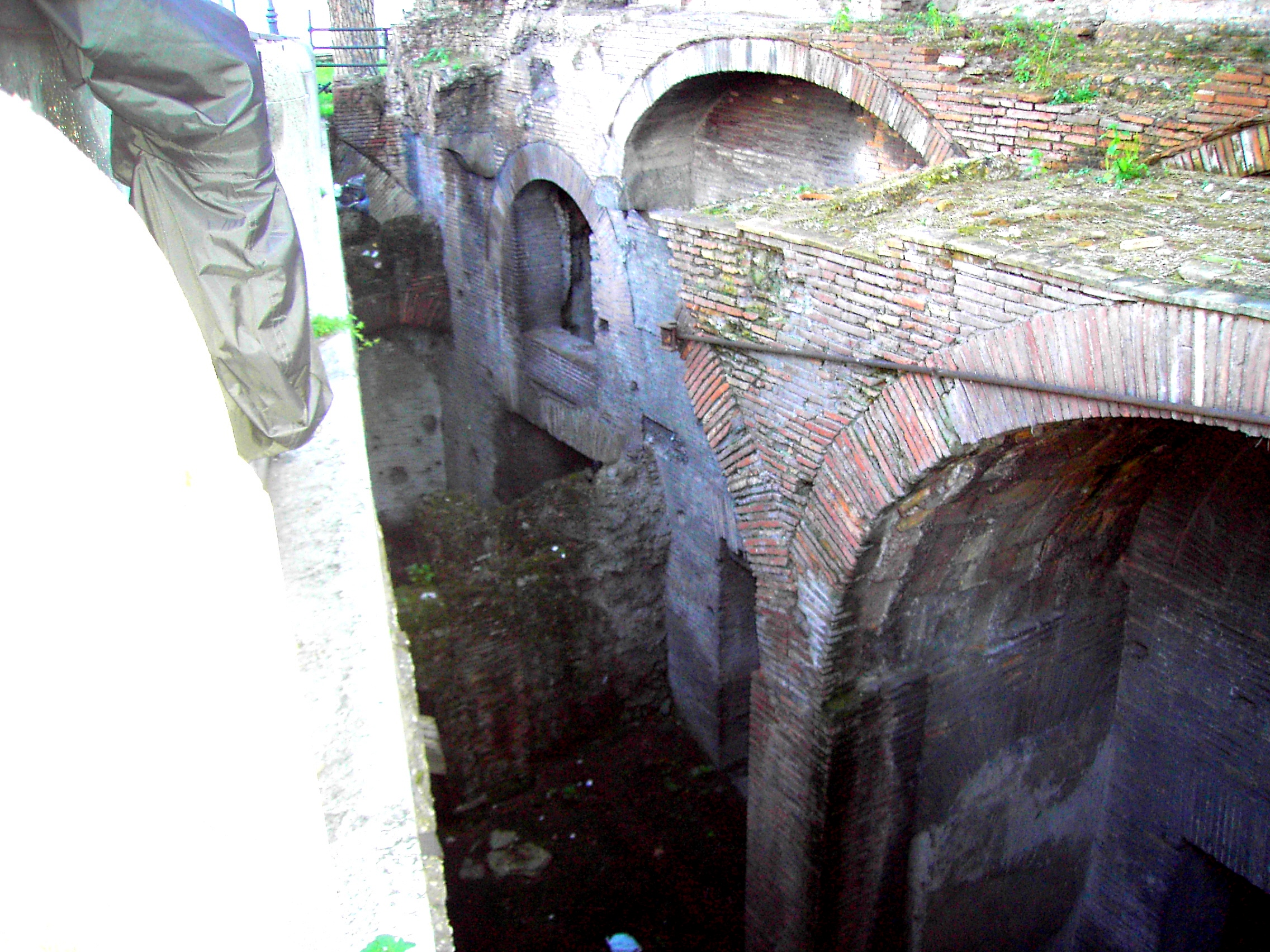
Insula romana dell'Ara Coeli piani inferiori
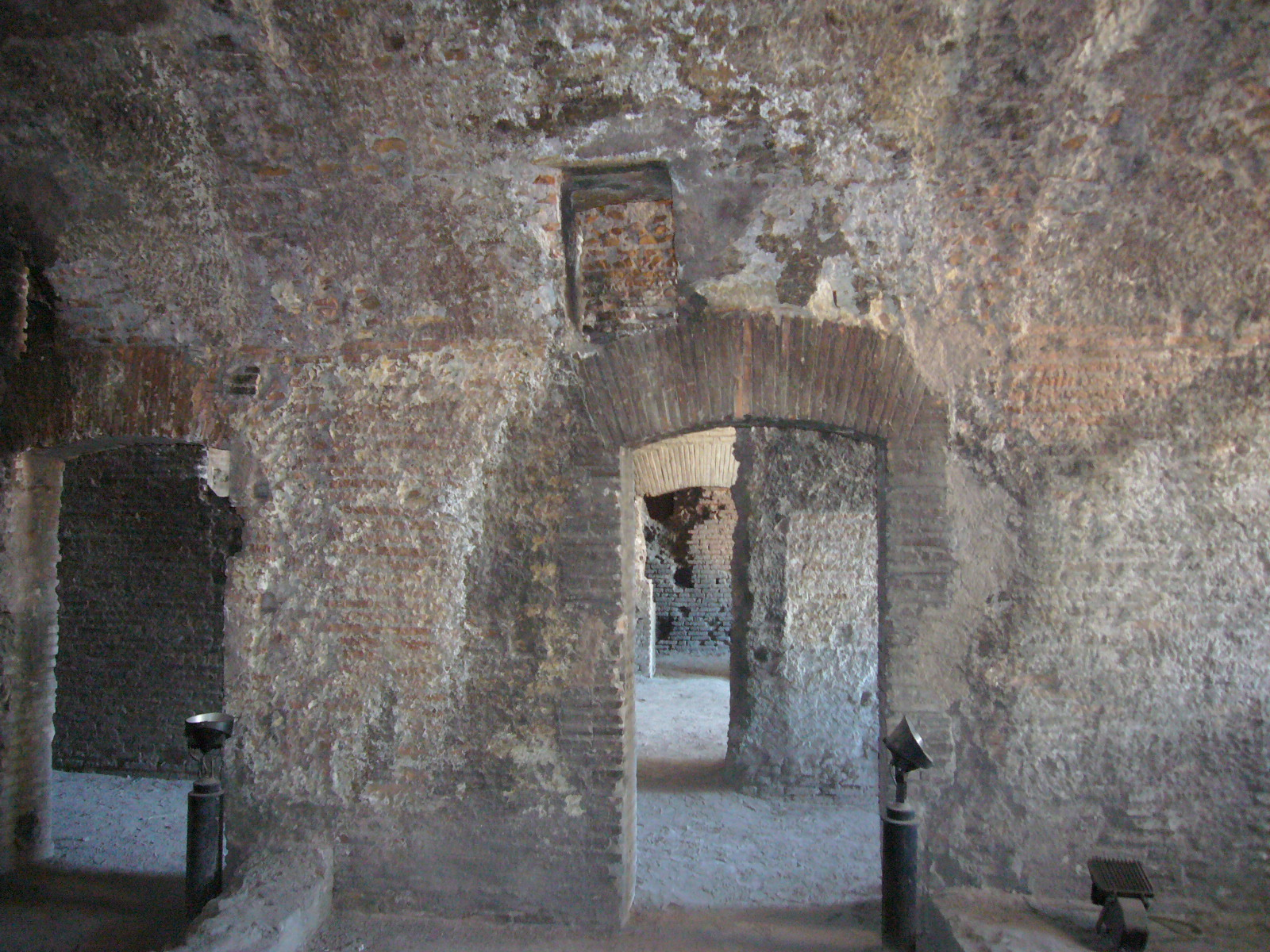
Ambienti interni del 2º piano
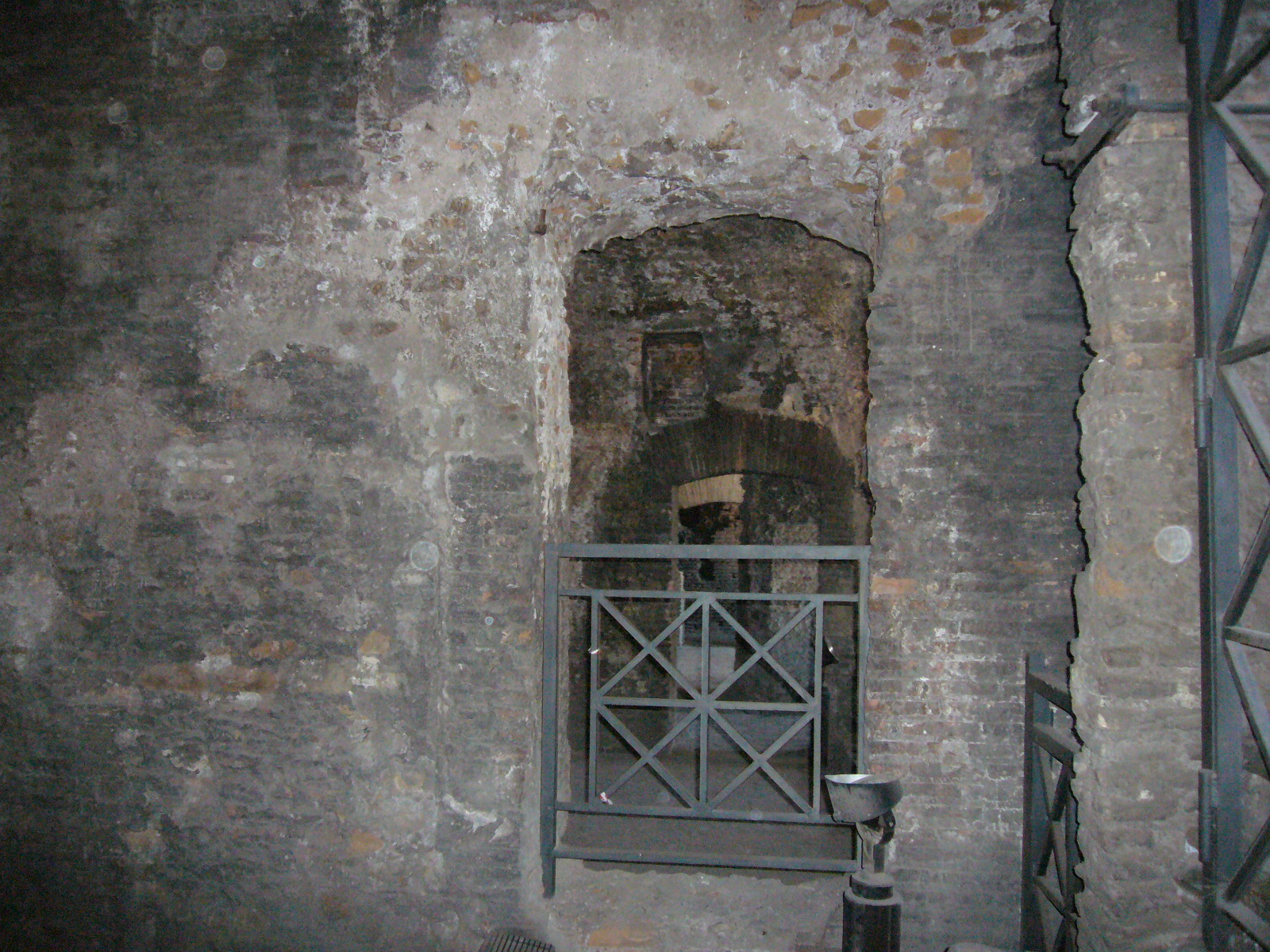
Corridoio sulla facciata esterna

### L'insula Felicles
Inutilmente Traiano aveva reso più restrittivo il regolamento di Augusto abbassando il limite dell'altezza delle insulae a 60 piedi (circa 18 metri e mezzo) poiché le necessità abitative costringevano a superare questi limiti. Ma anche la speculazione edilizia aveva la sua parte se nel IV secolo, tra il Pantheon e la Colonna Aurelia era stato innalzato un mostruoso edificio, meta di stupiti visitatori per ammirarne l'altezza raggiunta: si trattava dell'edificio di Felicula, l'insula Felicles costruita duecento anni prima sotto Settimio Severo (193-211). La fama di questo straordinario edificio era giunta sino in Africa dove Tertulliano, predicando contro gli eretici valentiniani diceva che questi nel tentativo di avvicinare la creazione sino a Dio creatore avevano trasformato «l'universo in una specie di grande palazzo mobiliato» con Dio sotto i tetti (ad summas tegulas) con tanti piani quanti ne aveva a Roma l'insula Felicles.
Certo l'esempio di questo grattacielo rimane unico nella Roma imperiale ma era molto frequente che venissero costruiti edifici di cinque, sei piani. Giovenale ci racconta di considerarsi fortunato perché per tornare nel proprio alloggio a Via del Pero sul Quirinale, si doveva arrampicare sino al terzo piano ma per altri non era così. Il poeta satirico in occasione di uno dei frequenti incendi che colpivano le zone popolari della città immagina di rivolgersi a un abitante di un'insula che sta andando a fuoco e che abita molto più in alto del terzo piano: «Già il terzo piano brucia e tu non sai nulla. Dal pianterreno in su c'è lo scompiglio, ma chi arrostirà per ultimo è quel miserabile che è protetto dalla pioggia solo dalle tegole, dove le colombe in amore vengono a deporre le loro uova».

### Leinsulaedi lusso
D'altra parte le insulae non erano tutte destinate ai ceti meno facoltosi. Vi erano infatti le insulae che al piano terra avevano un solo appartamento dalle caratteristiche molto simili a una casa signorile (veniva infatti chiamato domus) mentre ai piani superiori vi erano i cenacula destinati a inquilini più poveri; molto più diffuse erano poi le insulae che al pianterreno avevano una serie di botteghe o magazzini, le tabernae di cui sono rimaste le ossature a Ostia. Pochi erano quelli che potevano permettersi una domus al pianterreno: al tempo di Cesare, Celio pagava un affitto annuo di 30000 sesterzi. Ci si può fare un'idea dell'esosità degli affitti del tempo se si pensa che un moggio di grano costava tra i 3 e i 4 sesterzi e che le largitiones prevedevano in 5 moggi la quantità necessaria a una famiglia media per sostenersi per un mese; inoltre il salario di un manovale era, ai tempi di Cicerone, di 5 sesterzi al giorno mentre quello di un professore di retorica di una scuola pubblica, ai tempi di Antonino Pio, ad Atene oscillava dai 24.000 ai 60.000 sesterzi all'anno che era la stessa cifra iniziale, la quale poteva però arrivare sino a 200000 sesterzi annui, di un membro del consilium d'Augusto.

### Letabernae
Le tabernae si aprivano lungo la strada occupandone quasi tutta la lunghezza e avevano una porta centinata, i cui battenti venivano abbassati e chiusi accuratamente con chiavistelli ogni sera. A chi le osservava dall'esterno apparivano come dei comuni magazzini o come la bottega di un artigiano o di un mercante, ma entrando si poteva notare in fondo una scala in muratura di tre, quattro gradini che si univa a una scala di legno che portava a un soppalco, il quale prendeva luce da una finestra oblunga collocata sopra l'ingresso della taberna: questa era la casa del bottegaio le cui condizioni economiche spesso erano inferiori a quelle degli stessi inquilini delle cenacula degli ultimi piani, dovendo adattarsi a vivere in un unico ambiente dove si cucinava, si dormiva, si lavorava. L'espressione latina giuridica  percludere inquilinum, bloccare un locatario, sembra derivasse dal modo con cui il proprietario costringesse gli abitanti delle tabernae, debitori dell'affitto, a pagarlo, togliendo la scala di legno che portava alla loro stanzuccia.

### I crolli e gli incendi
Se le insulae per molti aspetti erano simili ai nostri palazzoni moderni, in effetti erano però esteticamente più apprezzabili: le pareti erano ornati con combinazioni di legno e stucco, gli ambienti avevano grandi finestre e porte, le file delle tabernae erano coperte da un portico, e là dove la larghezza della strada lo permetteva, vi erano anche delle logge (pergulae) poggianti su i portici o balconi (maeniana) in legno o in mattoni. Spesso piante rampicanti avvolgevano le balaustre dei balconi su cui si potevano vedere anche vasi di fiori, quasi dei piccoli giardini come racconta Plinio il Vecchio
A questo gradevole aspetto esteriore, non corrispondeva un'altrettanta solidità delle insulae che non avevano una base proporzionale alla loro altezza e venivano edificate da costruttori disonesti, i quali economizzavano sullo spessore dei muri e dei pavimenti e sulla qualità dei materiali. Ci racconta Giovenale:
«Chi teme o mai temé che gli crollasse

la casa nella gelida Preneste

o tra i selvosi gioghi di Bolsena [...]?

Ma noi in un'urbe viviam che quasi tutta

si sostiene su esili puntelli;

questo rimedio gli amministratori

alle mura cadenti oppongono solo,

e poi, quando tappato hanno alle vecchie

crepe gli squarci, voglian che si dorma

placidi sotto gli imminenti crolli.»
(GIOVENALE, III, 190 sgg.)
Ai frequenti crolli si univano gli incendi che si propagavano celermente sia per la quantità di legno che veniva usata per alleggerire le strutture e le travi per sostenere i pavimenti, sia per l'angustia dei vicoli.
Il plutocrate Crasso di questi eventi ne aveva fatto oggetto di speculazione edilizia: avuta notizia di questi disastri si presentava sui luoghi e, dopo aver consolato l'afflitto proprietario dell'edificio crollato o andato in fumo, gli offriva di acquistare il suolo su cui sorgeva naturalmente a un prezzo molto più basso del valore reale; con una sua squadra di muratori appositamente addestrati ricostruiva in tempi brevi un'altra insula da cui ricavare enormi profitti.
Sebbene fin dai tempi di Augusto, Roma disponesse di un corpo di pompieri e di vigili, così frequenti erano gli incendi che, come dice Ulpiano, nella Roma imperiale non passasse giorno senza parecchi incendi (plurimis uno die incendiis exortis).
Quando si verificavano questi sciagurati eventi, i poveri erano in un certo senso favoriti rispetto ai ricchi delle domus: quelli infatti si mettevano più rapidamente in salvo non avendo oggetti preziosi o mobili, quasi assenti nei loro alloggi, da mettere in salvo. Non che i ricchi avessero una gran quantità di mobilia da preservare dal fuoco, ma piuttosto oggetti d'arte preziosi per la loro manifattura, quelli che noi chiameremo soprammobili.

## Il mobilio della casa
Per i romani la maggior parte del mobilio consisteva nei letti. Mentre il povero aveva per letto un giaciglio di mattoni accostato al muro, il ricco disponeva di una serie di letti su i quali non solo si dormiva, ma si mangiava, si scriveva, si riceveva.
I più diffusi erano dei lettini a una piazza (lectuli); vi erano poi quelli a due piazze per gli sposi (lectus genialis), a tre piazze per la sala da pranzo (triclinia), arrivando fino a sei piazze per i più facoltosi che volevano stupire i propri ospiti. I letti potevano essere in bronzo, più spesso in legno lavorato o in legni pregiati esotici che lucidati emanavano tanti colori come le piume di un pavone (lecti pavonini).
Molto diversi dai nostri tavoli a quattro gambe erano quelli romani (mensae) spesso costituiti da ripiani di marmo poggianti su un piede su i quali venivano esposti per essere ammirati gli oggetti più preziosi (cartibula), o da tavolini tondi in legno o bronzo con tre o quattro gambe mobili. Non mancavano tavoli semicircolari contro le pareti o tavoli pieghevoli. 
Molto più rare erano le sedie, di cui i romani non sentivano la necessità, poiché usavano prevalentemente i letti. Vi era una particolare sedia, una specie di seggiolone (thronus) ma era destinato agli dei. La sedia con la spalliera più o meno inclinata (cathedra) era usata dalle grandi dame romane che Giovenale accusa di mollezza. I resti di questa particolare sedia sono stati ritrovati nella sala di ricevimento del palazzo di Augusto e nello studio di Plinio il Giovane dove egli riceveva i suoi amici. Successivamente divenne la sedia del maestro nella schola e del prete cristiano. Le sedie erano sprovviste di imbottitura ma si ovviava con i cuscini presenti un po' ovunque anche sui letti. I romani sedevano di solito su dei banchi (scamna) o preferivano usare degli sgabelli senza spalliera e braccioli (subsellia) che portavano con sé.
Era presente anche un armadio che veniva perlopiù utilizzato per riporre oggetti di fattura pregevole. I panni venivano conservati nelle arcae vestiariae, ovvero cassapanche di legno.
Tappeti, coperte, arazzi, stuoie, trapunte completavano l'arredamento della casa romana stesi sul letto o sulle sellae, dove brillava il vasellame in argento dei ricchi, spesso istoriato d'oro dai maestri cesellatori e incastonato di pietre preziose, ben diverso quello dei poveri in semplice argilla. Le tende abbondavano con diverse finalità di impiego per proteggersi dal freddo, dal vento, dalla polvere, dal caldo, da occhi indiscreti.
Non mancava poi un forziere, ben in vista per essere ammirato, ma sorvegliato da uno schiavo atriensis.

## Illuminazione e riscaldamento
L'illuminazione della casa romana lasciava molto a desiderare, non perché non vi fossero finestre per illuminare e ventilare gli ambienti, ma perché spesso le finestre delle case romane erano sprovviste del lapis specularis, una sottile lastra di vetro o di mica, di cui non sono stati ritrovati frammenti neppure nelle domus signorili di Ostia. Il lapis specularis veniva usato per chiudere una serra, o una sala da bagno o una portantina, ma per le finestre delle case signorili si utilizzavano tele o pelli che lasciavano passare il vento e la pioggia oppure battenti in legno che riparavano meglio dal freddo o dal calore ma che non lasciavano passare la luce. Plinio il Giovane racconta come per ripararsi dal freddo era costretto a vivere all'oscuro, tanto che neppure si vedeva il bagliore dei lampi.

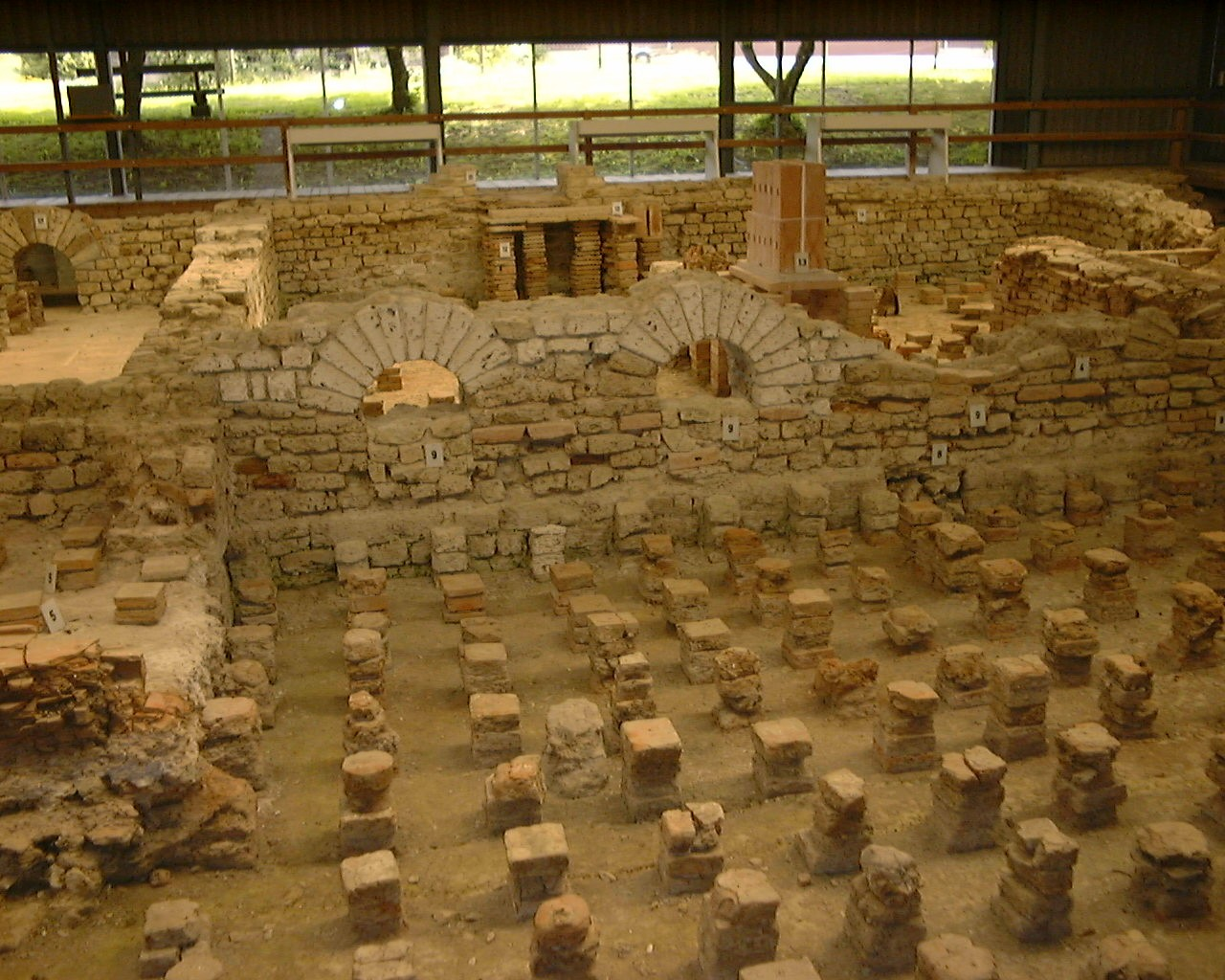
Scavi delle terme di Juliomagus con le vestigia dell'Ipocaustum (riscaldamento da pavimento)

Molto precaria era la condizione delle insulae per quanto riguarda il riscaldamento, essendo impossibile accendere un fuoco come facevano i contadini nelle loro capanne con un'apertura in alto per far uscire il fumo e le scintille, né esisteva nell'insula, come si è per molto tempo creduto, un riscaldamento centralizzato.
Gli impianti di riscaldamento romani erano costituiti dagli ipocausti, uno o due fornelli alimentati secondo l'intensità o la durata della fiamma da legna, carbone vegetale o fascine e da un canale attraverso il quale passava il calore assieme alla fuliggine e al fumo che arrivavano nell'ipocausto adiacente, formato da piccole pile di mattoni (suspensurae) attraverso il quale circolava il calore che scaldava il pavimento delle stanze sospese sopra lo stesso ipocausto.
Le suspensurae non ricoprivano mai l'intera superficie degli ipocausti (hypocausta) per cui per scaldare il pavimento di una stanza occorrevano più ipocausti. Era quindi impossibile che questo sistema di riscaldamento potesse essere applicato in modo centralizzato a edifici a diversi piani mentre poteva essere utilizzato per riscaldare un vano unico e isolato come si vede nelle stanze da bagno delle ville pompeiane o nel calidarium delle terme.
Né esistevano camini nell'insula. A Pompei solo in due casi in negozi di fornai sono state trovate qualcosa di simile alle nostre canne fumarie: una però era troncata e un'altra arrivava non al tetto ma a una stufa di un vano superiore.
La mancanza di un sistema efficace di riscaldamento costringeva per riscaldarsi a usare bracieri portatili o montati su ruote con il pericolo costante di asfissia per i gas di monossido di carbonio.

## Gli impianti idraulici
Come è sbagliato pensare che l'insula godesse di un impianto di riscaldamento centrale così è falso credere che nelle case dei romani vi fosse la comodità di avere a propria disposizione l'acqua corrente.
Non bisogna dimenticare infatti che la fornitura dell'acqua a spese dello stato era stata concepita fin dall'inizio come un servizio pubblico, ad usum populi, a vantaggio della collettività e non dell'interesse privato.
Quattordici acquedotti che portavano all'Urbe un miliardo di litri d'acqua al giorno, 247 vasche di decantazione (castella), le numerose fontane ornamentali e le grosse canalizzazioni delle case private hanno fatto pensare che nelle case romane vi fosse una distribuzione di acqua corrente. Ma non era così: anzitutto solo con il principato di Traiano l'acqua (aqua Traiana) di sorgente fu portata sulla riva destra del Tevere dove la gente sino ad allora si era dovuta servire di quella dei pozzi. Anche nella riva sinistra le derivazioni collegate ai castella venivano concesse dietro pagamento di un canone, solo a titolo strettamente personale e per le terre agricole.
Vi era molto rigore nella concessione di questi attacchi costosissimi all'acquedotto, tanto che dopo poche ore dalla morte di chi ne usufruiva venivano immediatamente soppresse dall'amministrazione.
Queste derivazioni poi riguardavano come al solito le case signorili della domus o dei pianterreni: nessuna colonna portante che possa far pensare che l'acqua fosse portata ai piani superiori è stata mai trovata negli scavi archeologici. I testi antichi testimoniano questa situazione: nelle commedie di Plauto il padrone di casa si preoccupa di avere sempre una riserva d'acqua.
Nelle Satire di Giovenale si indicano i portatori d'acqua  (aquarii) come collocati all'ultimo gradino della schiavitù ma ritenuti così necessari che la legge della successione stabiliva che essi, con i portieri (ostiarii) e gli spazzini (zetarii), dovessero passare di proprietà assieme all'edificio.. I vigili del fuoco poi imponevano ai padroni di casa di far trovare sempre delle riserve d'acqua pronte per spegnere gli eventuali incendi, obbligo questo inutile se vi fosse stata l'acqua corrente nelle insulae le quali, proprio per questa mancanza, specie nei piani più alti dove ce ne era più bisogno, difettavano della pulizia necessaria, complicata dalla mancanza di fognature.

## Il sistema fognario

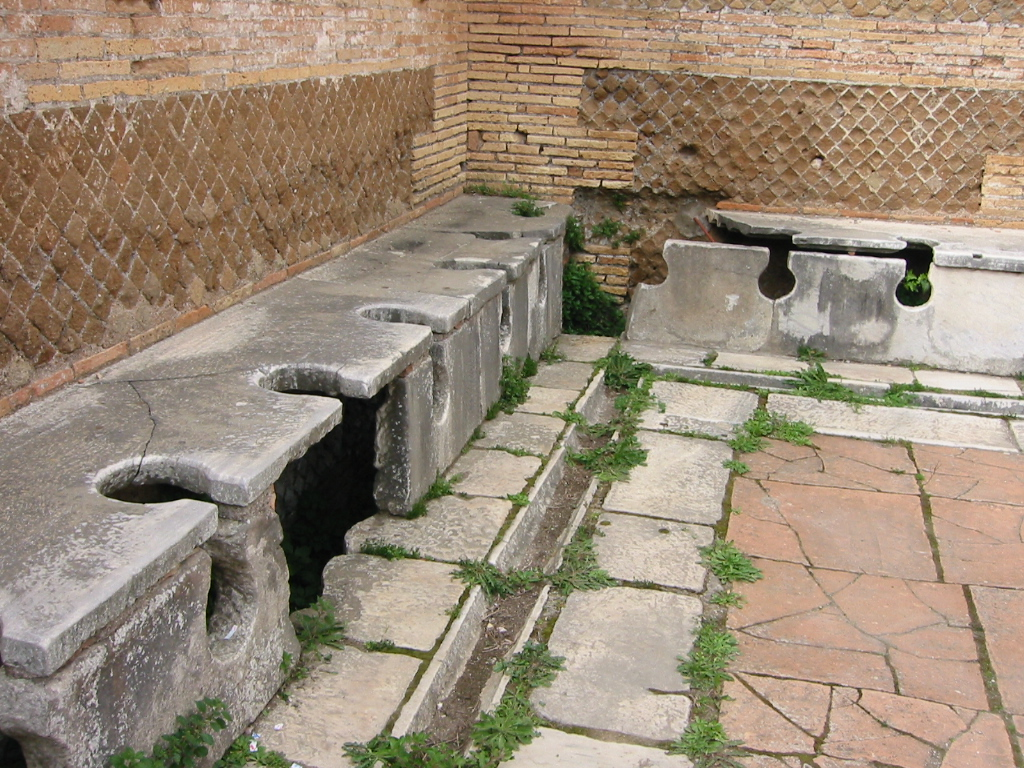
Gabinetti pubblici in Ostia antica

A tutti è noto il sistema fognario romano con la famosa Cloaca Massima, la più antica delle fogne romane, ancora funzionante,  iniziate a costruire nel VI secolo a.C. e continuamente estese sotto la Repubblica e l'Impero. Il sistema fognario fu merito soprattutto di Agrippa, che fece riversare nel sistema fognario anche l'acqua in eccesso degli acquedotti e che lo rese così spazioso che poteva essere percorso in barca.
I Romani, tuttavia, non la utilizzarono al massimo delle sue potenzialità, servendosene solo per eliminare i liquami delle abitazioni al pianterreno e delle latrine pubbliche. Mancano prove certe dagli scavi archeologici che i piani alti delle insulae fossero collegati al sistema fognario e i più poveri dovevano necessariamente, pagando una modesta somma, far uso delle latrine pubbliche gestite da appaltatori del fisco (conductores foricarum). Contrariamente a quello che si può pensare, le latrine pubbliche erano dei locali arredati con una certa ricercatezza. Vi era un emiciclo o un rettangolo attorno al quale scorreva acqua in continuazione in canali davanti ai quali vi erano una ventina di sedili in marmo forniti di fori, e su cui si incastrava - tra due braccioli raffiguranti dei delfini - la tavoletta adatta alla bisogna. L'ambiente era riscaldato e ornato persino con statue.
I più poveri o avari si servivano invece degli orci, sbeccati per l'uso e collocati davanti al laboratorio di un gualchieraio, che usava così gratuitamente l'urina per il suo lavoro.
Poteva esserci poi un recipiente apposito detto dolium, collocato nel vano della scala, dove inquilini potessero svuotare i loro vasi se il proprietario aveva dato il consenso. Da Vespasiano in poi i commercianti di concimi acquistarono il diritto di svuotarli periodicamente.
Nella Roma imperiale esistevano anche dei pozzi neri (lacus) che deturpavano la città non solo per gli evidenti motivi, ma anche perché spesso le donne di malaffare vi gettavano o esponevano i loro neonati. Non si riuscì purtroppo a liberarsi di questi pozzi neri, dato che ancora sussistevano nella Roma dell'imperatore Traiano.
Per coloro che non volevano andare ai luoghi di scarico o fare le ripide scale della loro insula, il metodo più facile rimaneva quello di sbarazzarsi delle loro deiezioni gettandole in strada dalla finestra. Ma nella Roma dei giurisperiti si cercò di impedire tali azioni, organizzando delle sorveglianze apposite e punendo duramente i trasgressori con leggi apposite. Poiché il reato era profondamente sentito dall'opinione pubblica, tali leggi videro la dotta consulenza del grande giurista Ulpiano.